# Melanospora fallax
Melanospora fallax är en svampart som beskrevs av Zukal 1889. Melanospora fallax ingår i släktet Melanospora och familjen Ceratostomataceae.   Inga underarter finns listade i Catalogue of Life.